# FC Elva
El FC Elva es un club de fútbol de Estonia, de la ciudad de Elva. Fue fundado en 2000 a partir del FC Viljandi. Actualmente juega en la Esiliiga.

## Uniforme
- Uniforme titular: Camiseta roja, pantalón verde, medias rojas.
- Uniforme suplente: Camiseta blanca, pantalón rojo, medias blancas.

## Jugadores

### Jugadores destacados
- Urmas Kirs
- Ragnar Klavan
- Rain Vessenberg
- Jürgen Kuresoo